# 猫耳 (食品)

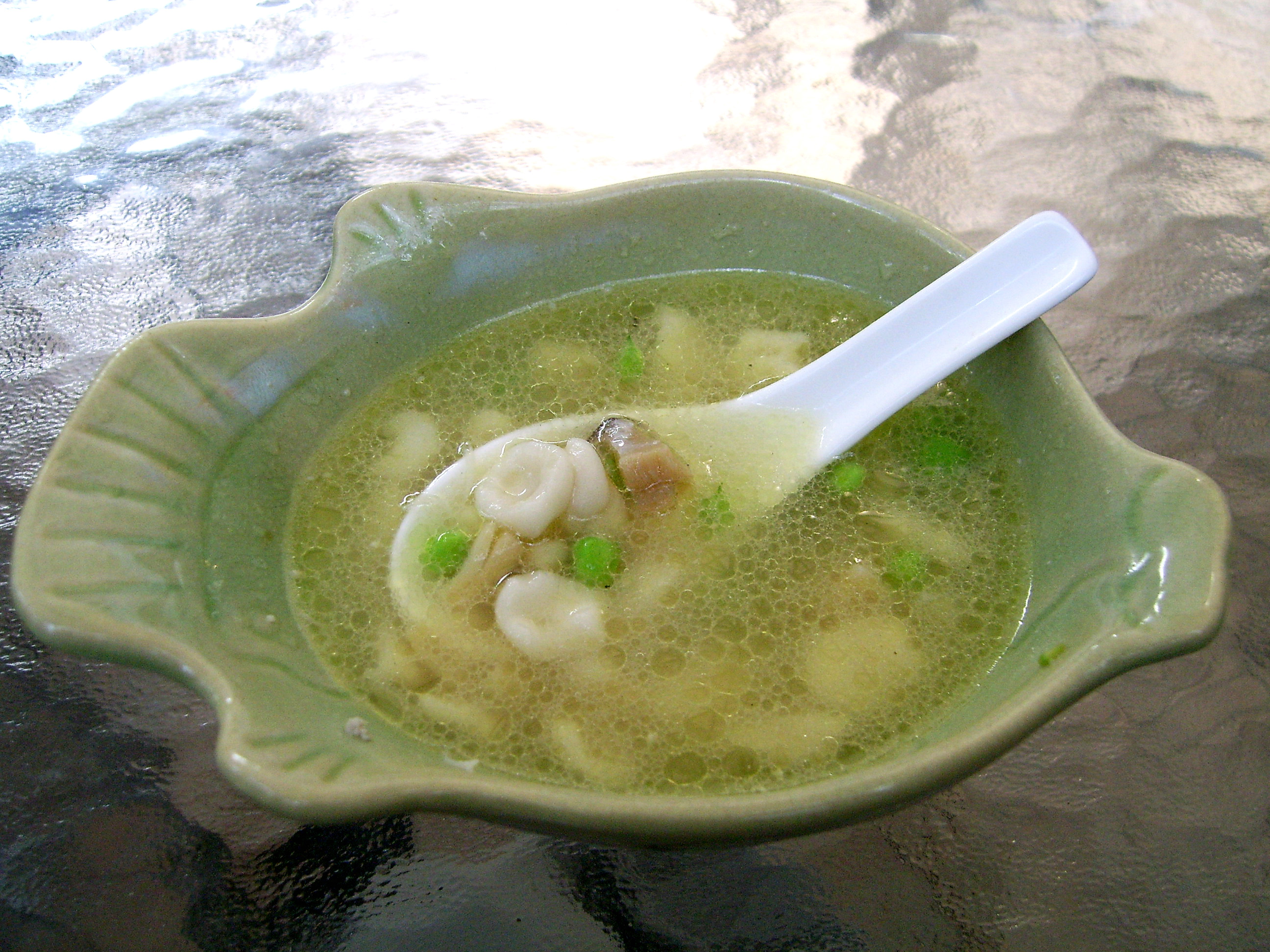
杭州の猫耳を具にしたスープ。

猫耳（ねこみみ）とは、中華料理に使われる麺類の一種。麺の各片が猫の耳に似た形をしているので、この名がついた。中国では猫耳朶（zh:猫耳朵）と書き、古くは圪坨児とも呼んだ。
発祥の地は、山西省をはじめとした中国の北方地区（晋語圏）である。もともとはこれらの地域では圪坨児の名で呼ばれていたが、近年では猫耳朶と呼ぶようになった。浙江省杭州の浙江料理でも同じような麺が用いられる。
作り方は、小麦粉を水で練った生地を、小さく切り、一個ずつ手の親指でつぶして成形する。指でつぶす時に、ただ垂直に押すのではなく、指を横に滑らせ生地を転がすようにして押すことで、猫の耳のように丸まった独特の形状に仕上がる。一片の麺の大きさは、名前とは異なって親指の先程度の小さいものである。出来上がった麺は、茹でてから、野菜と炒め合わせたり、スープの具にしたりする。

## 参考資料
- ウー・ウェン『ウー・ウェンの北京小麦粉料理』（高橋書店、2003年）